# Деменовска Доліна
Деменовска Доліна (словац. Demänovská dolina) — село, громада в окрузі Ліптовски Мікулаш, Жилінський край, центральна Словаччина.

## Населення
| Рік:            | 1994. | 2004.   | 2014.    | 2024.    |
| --------------- | ----- | ------- | -------- | -------- |
| Кількість осіб: | 191   | 203     | 292      | 369      |
| Різниця:        |       | +6,28 % | +43,84 % | +26,36 % |

| Рік:            | 2023. | 2024.   |
| --------------- | ----- | ------- |
| Кількість осіб: | 361   | 369     |
| Різниця:        |       | +2,21 % |

## Туризм
Околиці громади відомі як курорт Ясна, міжнародно відомий зимовий і літній туристичний центр. Привабливе розташування на північних схилах Низьких Татр пропонує відмінні умови для походів, гірських велосипедів і лиж, які щороку приваблюють сотні тисяч відвідувачів. Унікальність цієї частини Національного парку Низькі Татри доповнюється всесвітньо відомими печерами. Цікавою особливістю є взаємозв'язок північної частини Деменівської частина гори Хопок з південними схилами канатною дорогою через станцію на вершині гори.

### Туристичні маршрути
- по  маршруту від Деменовскої печери свободи біля Врбіцкого озера на роздоріжжя під Орловою скалою
- по  маршруту з Лукової на Хопок
- по  маршруту від Деменовскої печери свободи через Остредок к Врбіцкому озеру та далі через Три води до сідла Поляни
- по  маршруту від роздоріжжя Три води через Лукову до Широкої долини
- по  маршруту шляхом героїв СНП по головному гребню гірського хребта
- по  маршруту з Лучок до Крупового сідла